# Museo de la Batalla de Legnica

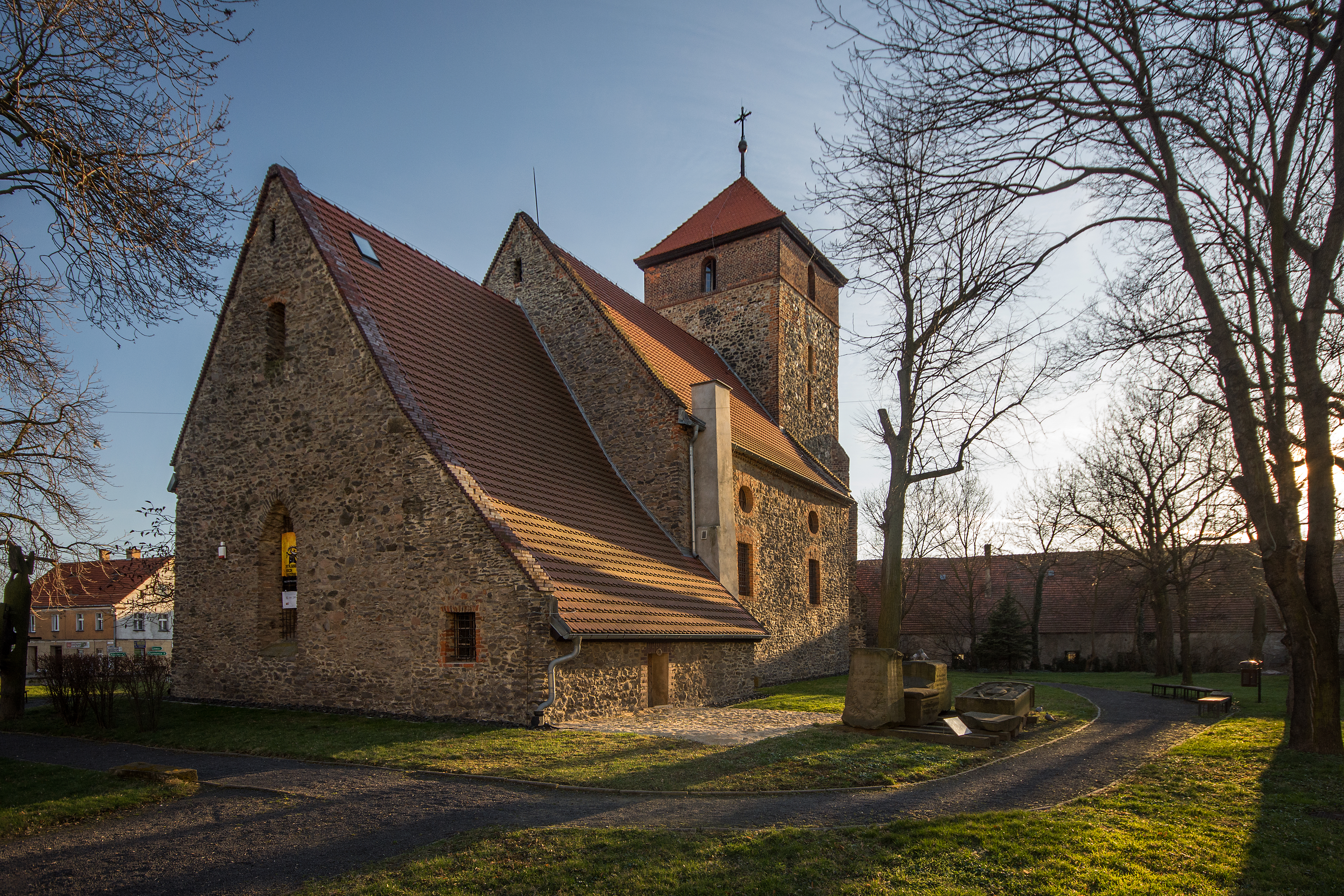
Museo de la Batalla de Legnica y los monumentos de los soldados alemanes de Legnickie Pole reunidos junto al museo

Museo de la Batalla de Legnica es una sucursal del Museo del Cobre en Legnica, inaugurado en 1961 en la Iglesia de la Santísima Trinidad y la Santísima Virgen María en Legnickie Pole, con el fin de promover la memoria de una de las batallas más importantes de la Polonia medieval: la batalla de Legnica de 1241. Junto al museo se encuentran los monumentos de soldados alemanes de Legnickie Pole. 

## Historia
La iglesia gótica (de finales del siglo XIII e inicios del siglo XIV), en la que se encuentra la exposición principal, fue erigida en el lugar donde se encontró el cadáver del príncipe Enrique II de Silesia (Henryk II Pobożny). Muchos de los que habían luchado en la batalla fueron enterrados en la iglesia, y por esta razón, el templo se convirtió (hasta la Reforma) en un centro de peregrinación. La exhibición permanente, basada en los hallazgos de la investigación científica moderna, se inauguró en el 750° aniversario de la batalla en 1991. Entre los objetos expuestos se pueden ver armas usadas por polacos y mongoles, en aquel entonces: por ejemplo, arcos, ballestas, espadas, escudos, cascos, hachas, cotas y también los grabados antiguos que ilustran la batalla, así como una copia de la lápida de Enrique II de Silesia. La galería de esculturas contemporáneas, que están realizadas en madera de tilo y ubicadas alrededor del museo, hace referencia a la batalla de Legnica. 
En octubre de 2016, tras una renovación que duró varios años, se inauguró una nueva exposición permanente en el museo.    